# Маркова-Меерсон, Ольга Маркусовна
Ольга Маркусовна Маркова-Меерсон (5 декабря 1880, Москва — 1929, Берлин) — русская художница, ученица Анри Матисса, первая жена немецкого композитора и пианиста Хайнцa Прингсхайма.

## Биография
Ольга Маркова-Меерсон сначала училась в Мюнхене, среди прочего вместе с Василием Кандинским, а с 1908 года во Франции у Матисса. Она была в контакте с Томасом Манном; в архиве Томаса Манна Швейцарской высшей технической школы Цюриха хранится письмо Ольги Меерсон от 2 июня 1911 года к Томасу Манну, в котором обсуждается происхождение имени «Тадзио». Тадзио является главным героем в новелле Томаса Манна «Смерть в Венеции».
Меерсон искала Матисса и после того, как он перестал преподавать. Она часто навещала его в Исси и получала его ответные визиты на бульваре Инвалидов. В 1911 году Матисс и Меерсон изображали друг друга; на одном из портретов Матисса Ольгой Марковой-Меерсон художник изображен читающим, лежа на кровати. Эта картина до сих пор редко публиковалась, так как раньше Матисс очень стеснялся выставить себя на
обозрение, и, видимо, потому, что Ольга Маркова-Меерсон изобразила его необычно расслабленным. Хилари Сперлинг писала о Матиссе и Меерсон: «Матисс расслабился для неё, чего он редко делал для камеры или для различных интервьюеров, которые в течение следующих сорока лет пытались изобразить его словесно. Он был осторожен и замкнут. С Меерсон, летом 1911 года, он изменил своей обычной скованности».
Матисс, в свою очередь не только писал с Меерсон, но и использовал её в качестве модели для своей скульптуры «Сидящая обнаженная», которая была создана также в 1911 году. Вероятно, между Меерсон и Матиссом был роман, который вызвал ревность у Амели, супруги Матисса. После этого Матисс, вероятно, отдалился от неё, Ольга Маркова-Меерсон вернулась в Мюнхен и в 1912 году вышла замуж за музыканта, композитора и музыкального критика Хайнцa Прингсхайма.
После этого брака она жила с Принцхаймом в Берлине. В  1913 году родилась дочь Тамара, позже вышедшая замуж за математика Теодора Эстерманна. По-видимому, семейная жизнь с Хайнцем Принсхаймом была не совсем удачной. Позже писательница Элизабет Кастонье в своем письме писала Марии Тухольской: «Его, Хайнцa, первой женой была русская художница Ольга Мерсон — которая могла говорить с моей мамой в Париже по-русски. Именно в это время О. будет называться „анархистом“, и моя мать всегда опасалась, что она однажды совершит выходку, для того, чтобы убедить в этом, — но она этого не сделала. Вместо этого Ольга прыгнула после первой мировой войны с Адлона и Хайнци женился на неизвестной певице».
Страдала от депрессии. В 1929 году ушла из жизни, бросившись с четвёртого этажа отеля Adlon в Берлине.

## Галерея

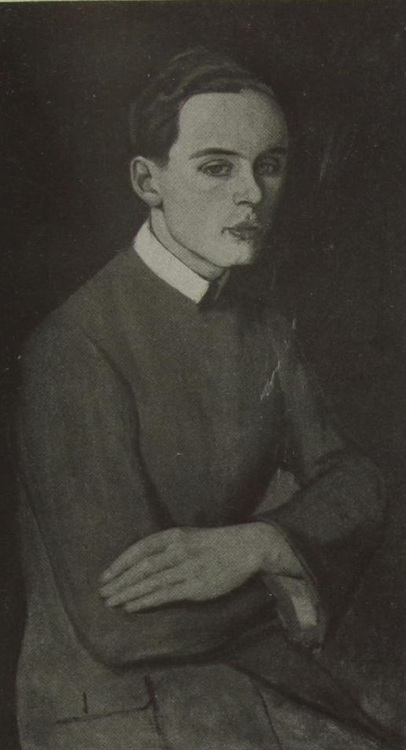
Портрет Клауса Манна, 1926
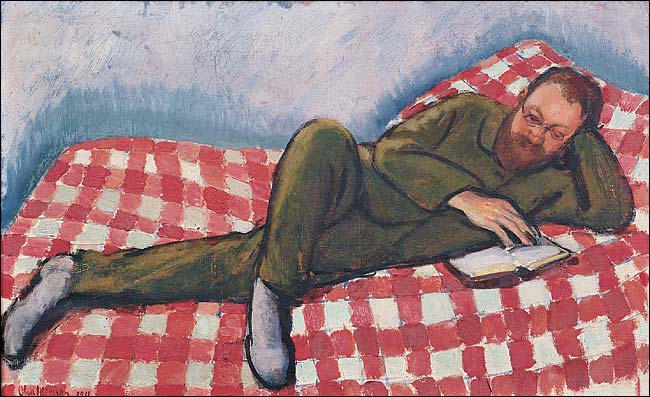
Портрет Анри Матисса, 1911